# Liste öffentlicher Bücherschränke im Landkreis Ravensburg
In der Liste öffentlicher Bücherschränke im Landkreis Ravensburg sind öffentliche Bücherschränke für Orte, die zum Landkreis Ravensburg in Baden-Württemberg gehören, aufgeführt. Sie ist primär nach Orten sortiert, unabhängig davon, ob es sich um Ortsteile, Gemeinden oder Städte handelt. Der Artikel ist Teil der übergeordneten Liste öffentlicher Bücherschränke in Baden-Württemberg. Ein öffentlicher Bücherschrank ist ein Schrank oder schrankähnlicher Aufbewahrungsort mit Büchern, der dazu dient, Bücher kostenlos, anonym und ohne jegliche Formalitäten zum Tausch oder zur Mitnahme anzubieten. Die Liste erhebt keinen Anspruch auf Vollständigkeit.

## Öffentliche Bücherschränke im Landkreis Ravensburg
Derzeit sind im Landkreis Ravensburg 15 öffentliche Bücherschränke erfasst (Stand: 27. April 2025):
| Bild | Ausführung    | Ort                            | Seit          | Anmerkung                                                                   | Geokoordinaten                  |
| ---- | ------------- | ------------------------------ | ------------- | --------------------------------------------------------------------------- | ------------------------------- |
|      | Bücherschrank | Bad Waldsee                    | Sep. 2023     | am Stadtsee, in der Nacht 24./25. Mai 2025 abgebrannt                       | ⊙ Uferweg/Höhe Adlergasse       |
|      | Bücherschrank | Bad Waldsee, Stadtteil Reute   | 30. Sep. 2023 | betreut von der Solidarischen Gemeinde Reute-Gaisbeuren e. V.               | ⊙ Augustinerstraße 23           |
|      | Bücherregal   | Bodnegg                        |               |                                                                             | ⊙ Sattlerstraße 27              |
|      | Telefonzelle  | Horgenzell                     |               | rote Telefonzelle vor dem Rathaus in Horgenzell                             | ⊙ Kornstraße 44                 |
|      | Bücherschrank | Hoßkirch                       |               | Dorfladen                                                                   | ⊙ Hauptstraße                   |
|      | Bücherzelle   | Isny im Allgäu                 |               | BuchZelle Isny                                                              | ⊙ Wassertorstraße, beim Rathaus |
|      | Bücherregal   | Leutkirch im Allgäu            | Jan. 2022     | Bahnhof (neben Fahrradständer)                                              | ⊙ Bahnhof 2                     |
|      | Bücherregal   | Ravensburg                     |               | Unverpackt wohlgefühl                                                       | ⊙ Untere Breite Straße 23       |
|      | Bücherschrank | Unterankenreute                |               | Bücherschrank Unterankenreute                                               | ⊙ Eifelweg                      |
|      | Bücherschrank | Vogt                           |               | Im alten Rathaus im Eingangsbereich                                         | ⊙ Kirchstraße 11                |
|      | Telefonzelle  | Wangen im Allgäu               |               | von der Christengemeinschaft initiierte Bücher-Zelle an der Spinnereistraße | ⊙ Spinnereistraße 10            |
|      | Bücherschrank | Weingarten (Württemberg)       |               | Zwischen Linse und Schinderhannes                                           | ⊙ Liebfrauenstraße 46           |
|      | Bücherschrank | Weingarten (Württemberg)       |               | Kreuzbergweiher                                                             | ⊙ Kreuzbergweiher               |
|      | Bücherschrank | Weingarten (Württemberg)       |               | Zwischen TEDi und Kornblume Naturkost                                       | ⊙ Broner Platz 6                |
|      | Bücherschrank | Weingarten (Württemberg)       | 2018          | kurz vor dem Münsterplatz                                                   | ⊙ Münsterplatz 5                |
|      | Bücherschrank | Wilhelmsdorf, Ortsteil Zußdorf |               | Biohofladen Gebhardt/Außenwand                                              | ⊙ Leonhardstraße 3/1            |

## Statistik
Zu einem Vergleich zu den anderen Land- und Stadtkreisen Baden-Württembergs sowie zum Landesdurchschnitt siehe die Statistik öffentlicher Bücherschränke in Baden-Württemberg.